# Marien Jongewaard

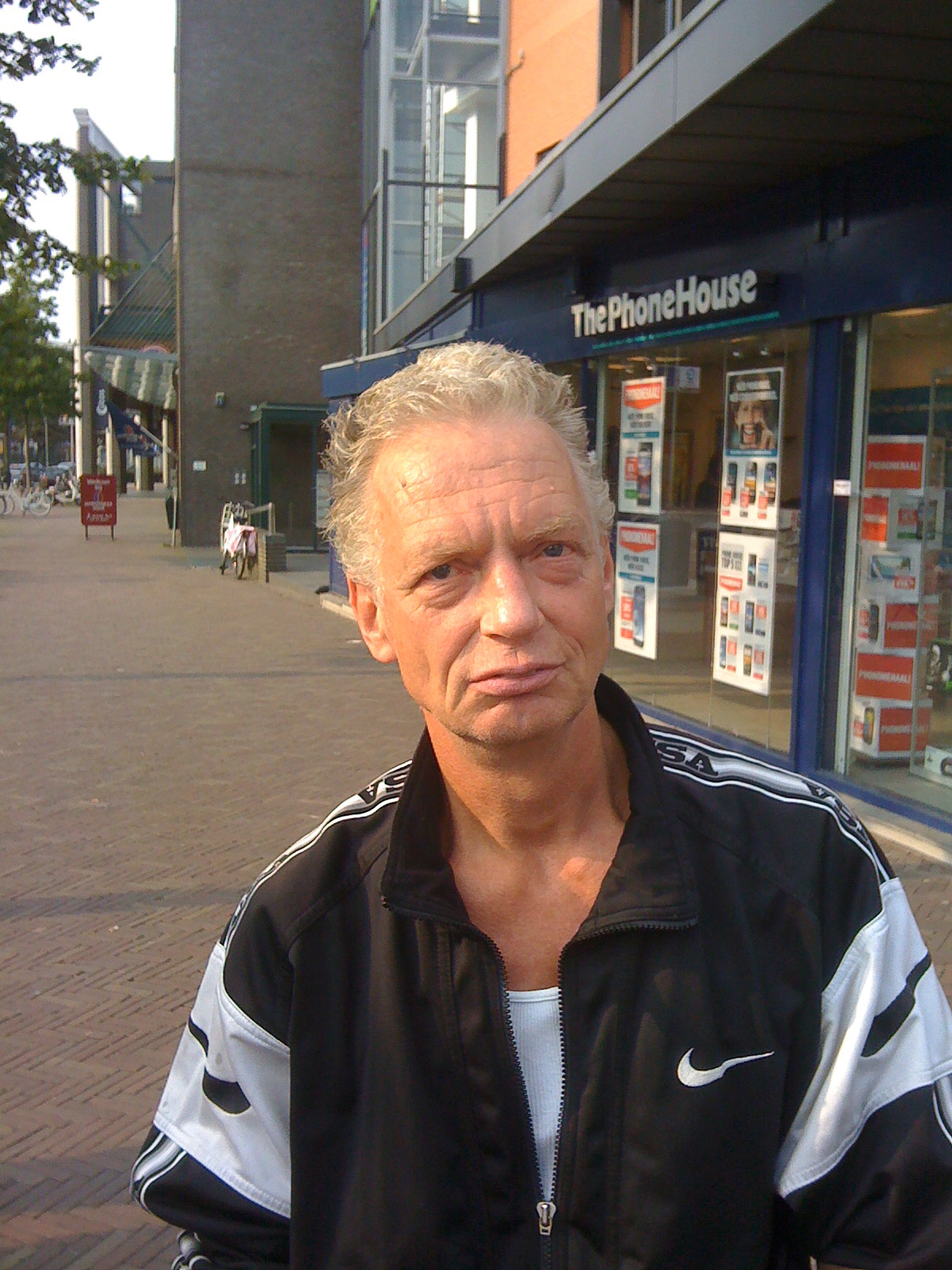
Marien Jongewaard op 24 augustus 2012, na de voorstelling Pleinvrees

Marien Jongewaard is een Nederlandse theatermaker en choreograaf. In 1978 zette hij samen met schrijver Rob de Graaf en theatermaker Dik Boutkan het Amsterdamse theatergezelschap Nieuw West op. Samen met Truus Bronkhorst bracht hij dansvoorstellingen als Bronkhorst & Jongewaard.
Voor zijn theaterproducties werkte hij samen met kunstenaars zoals het duo Kas & de Wolf (Ton Kas en Willem de Wolf) in ‘De Jantjes’ en ‘Mensch durf te leven’, filmer/performer Cyrus Frisch in ‘Jezus/Liefhebber’, en met tg Dood Paard in ‘ROB (with a little help from my friends)’.
Marien Jongewaard volgde de opleiding Docent Dansexpressie en de Mime-opleiding van De Theaterschool in Amsterdam.
In 2006 werd de VSCD-Mimeprijs aan hem toegekend.

## Producties van Nieuw West
- De Jantjes
- Mensch durf te leven
- Jezus/Liefhebber (1997)
- ROB (with a little help from my friends) (2000)
- Love (2005), met Marien Jongewaard en Cas Enklaar (2005)/Dic van Duin (2006)
- Amateurs (2008), met Marja Kok en Cas Enklaar
- Stalker (2009), met Marien Jongewaard
- Met Joran aan zee (2010), met Sanne Vogel, Wouter Zweers en Marjon Brandsma
- Kokoschka live! (2010), met Rik Elstgeest, Marien Jongewaard, Bo Koek, Jeroen De Man, John van Oostrum, Vincent Rietveld, Mara van Vlijmen, Nora Mulder
- Pleinvrees (2012), in coproductie met Omsk
- De avond (Englisch spoken) (2014)
- Zwart / Zwart (2015)

## Producties van Bronkhorst & Jongewaard
- Wonderful World (1995)
- Goodbye Body (1995)
- Koper Groen Oranje Roest (1996)
- Truus Bronkhorst, Marien Jongewaard and friends (1997)
- The Fall (1997)
- 1,2 1,-2,-3,4 (1999)
- Soul (2000)
- Mongoolse Dansen (2001)
- I Feel Good (2003)
- Deserto Rosso (2003)
- Exit (2005)

## Afficheprijs
In 1997 won grafisch ontwerper Maarten Evenhuis de TheaterAffichePrijs van het Theater Instituut Nederland (TIN) voor zijn vormgeving voor de voorstelling 'Truus Bronkhorst, Marien Jongewaard and friends' van Nieuw-West/Stichting van de Toekomst.
- International Standard Name Identifier: 0000 0003 9200 6348
- Library of Congress Control Number: no2023096264
- MusicBrainz: d812014f-ee27-465a-b93a-4b7ed58e13ca
- Nederlandse Thesaurus van Auteursnamen: 073901016
- Virtual International Authority File: 286000623